# C/2020 F3 (니오와이즈)
C/2020 F3 (니오와이즈) 또는 니오와이즈 혜성(C/2020 F3 (NEOWISE) 또는 Comet NEOWISE)은 2020년 3월 27일 천문학자들이 광역 적외선 천문 위성(WISE)을 통해 처음 관측한 유사 포물선 궤도 역행 혜성이다. 첫 관측 당시에는 겉보기 등급 10등급으로 태양으로부터 2 AU (3억 km), 지구로부터 1.7 AU (2억 5천만 km) 떨어져 있었다.
2020년 7월부터는 육안으로 관측이 가능할 정도로 밝아졌다. 북반구에서는 해가 동틀 무렵 카펠라 아래쪽 동북쪽 지평선 부근에서 보인다. 저녁에는 서북쪽 하늘에서 혜성을 볼 수 있다. 7월 하순에는 북두칠성 성군 아래쪽 큰곰자리를 통과하는 모양으로 보일 것이다. 대한민국에서는 7월 초순 기준 일출 무렵(새벽 4시 경) 북동쪽 지평선 부근 고도 4~10도에서 관측 가능하며, 7월 중순부터는 북서쪽 하늘에서 고도 10도 이상으로 관측될 것으로 추정된다.
니오와이즈 혜성은 1997년 헤일-밥 혜성 이후로 북반구에서 가장 밝게 보이는 혜성이다. 어두운 하늘에서는 육안으로도 잘 보이며 2020년 7월 내내 육안으로 혜성을 관측할 수 있다. 특히 혜성이 위도 45도의 극지방에 있기 때문에 해 뜨기 직전 새벽과 해 진 직후 저녁 둘 다 볼 수 있다. 7월 17일부터는 혜성이 큰곰자리의 북두칠성에 방면으로 들어서기 시작하였다.

## 관측 및 역사

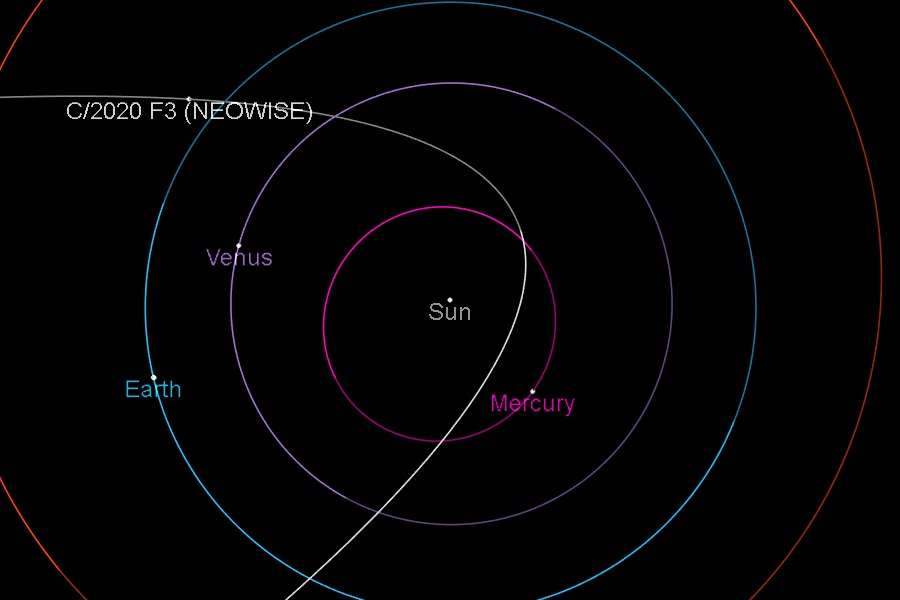
니오와이즈 혜성은 유사 포물선 궤도를 가지고 있다. 혜성의 태양계 내 궤도 그림

니오와이즈 혜성은 2020년 3월 27일 광역적외선탐사위성(WISE)의 근지구 천체 관측 미션인 니오와이즈(NEO-WISE) 우주망원경에서 불명의 천체로 처음 발견하였다. 3월 31일 혜성으로 분류되었으며 4월 1일 정식으로 니오와이즈 혜성이란 이름이 붙어졌다. 체계적 명명 체계에서는 2020년 3월 하반기에서 3번째로 발견한 비주기 혜성이라는 뜻을 가진 2020 F3이 붙어졌다.
니오와이즈 혜성은 2020년 7월 3일 태양으로부터 0.29 AU(4,300만 km) 떨어진 근일점을 통과하였다. 태양을 통과하면서 혜성의 궤도 주기가 약 4,500년에서 약 6,800년으로 늘어났다. 지구 최근접점 통과는 2020년 7월 23일 UTC 1시 14분경 0.69 AU(1억 300만 km) 지점을 통과할 예정으로 지구에서는 큰곰자리 지역에서 관측될 예정이다. 지구에서 본 혜성은 6월 11일부터 7월 9일까지는 태양으로부터 20도도 떨어지지 않았다. 6월 10일 태양의 빛으로 혜성이 가려졌을 당시 혜성의 겉보기등급은 대략 7등급이었다. 6월 22일, 혜성이 태양 및 태양권 관측위성(SOHO)의 광각 분광 코로나그래프(LASCO C3) 계기 시야 안에 들어오기 시작하면서 겉보기 등급이 3등급으로 뛰어올랐다. 7월 초가 되자 니오와이즈 혜성은 겉보기등급 -1까지 오르면서 C/2020 F8 (스완) 혜성을 넘어서 7월 기준 지구에서 가장 밝은 혜성이 되었으며 2개 꼬리가 보이기 시작했다. 첫 번째 꼬리는 자홍색으로 혜성 핵의 가스와 이온으로 만들어진 것이며, 두 번째 꼬리는 금색으로 헤일-밥 혜성처럼 혜성 먼지로 만들어진 것으로 C/2011 L4의 두 꼬리와 비슷한다. 니오와이즈 혜성은 C/2011 L4(판스타스)보다는 밝지만 1997년 헤일-밥 혜성보다는 어둡다. 영국천문협회에서는 니오와이즈 혜성이 6월 초 약 8등급이었던 것이 7월 초에는 -2등급으로 급작스럽게 밝아졌다고 발표했다.
적외선 관측 결과 혜성의 핵 지름은 5km 내외로 추정된다. 이는 단주기 혜성과 비슷한 크기이다.

## 궤적

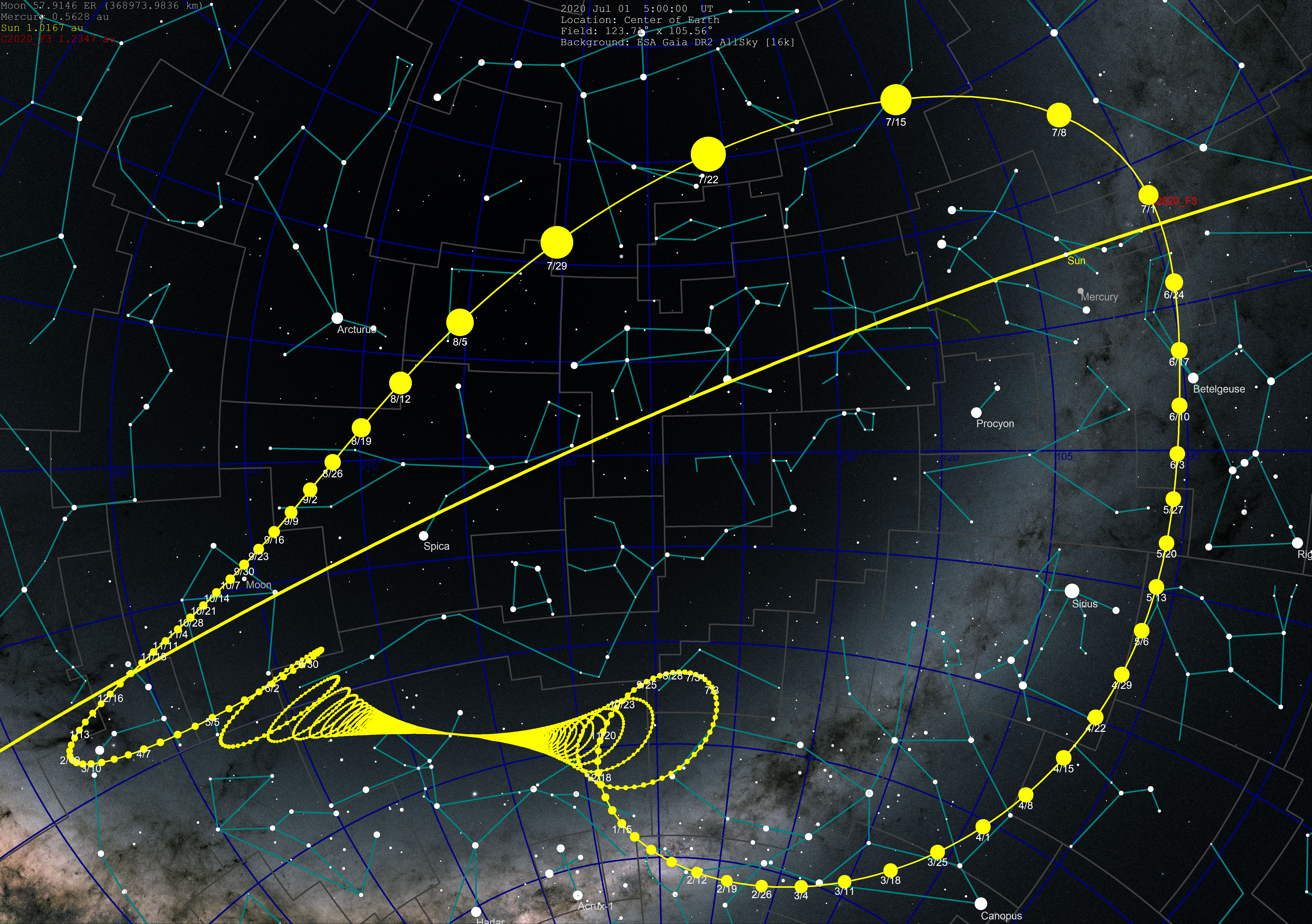
지구에서 바라봤을 때 혜성의 궤적. 역행하는 궤적은 지구가 태양을 공전할 때 나오는 시차 때문에 일어난다. 혜성이 지구에 가까워질수록 궤적이 더 빠르게 움직인다.

## 갤러리

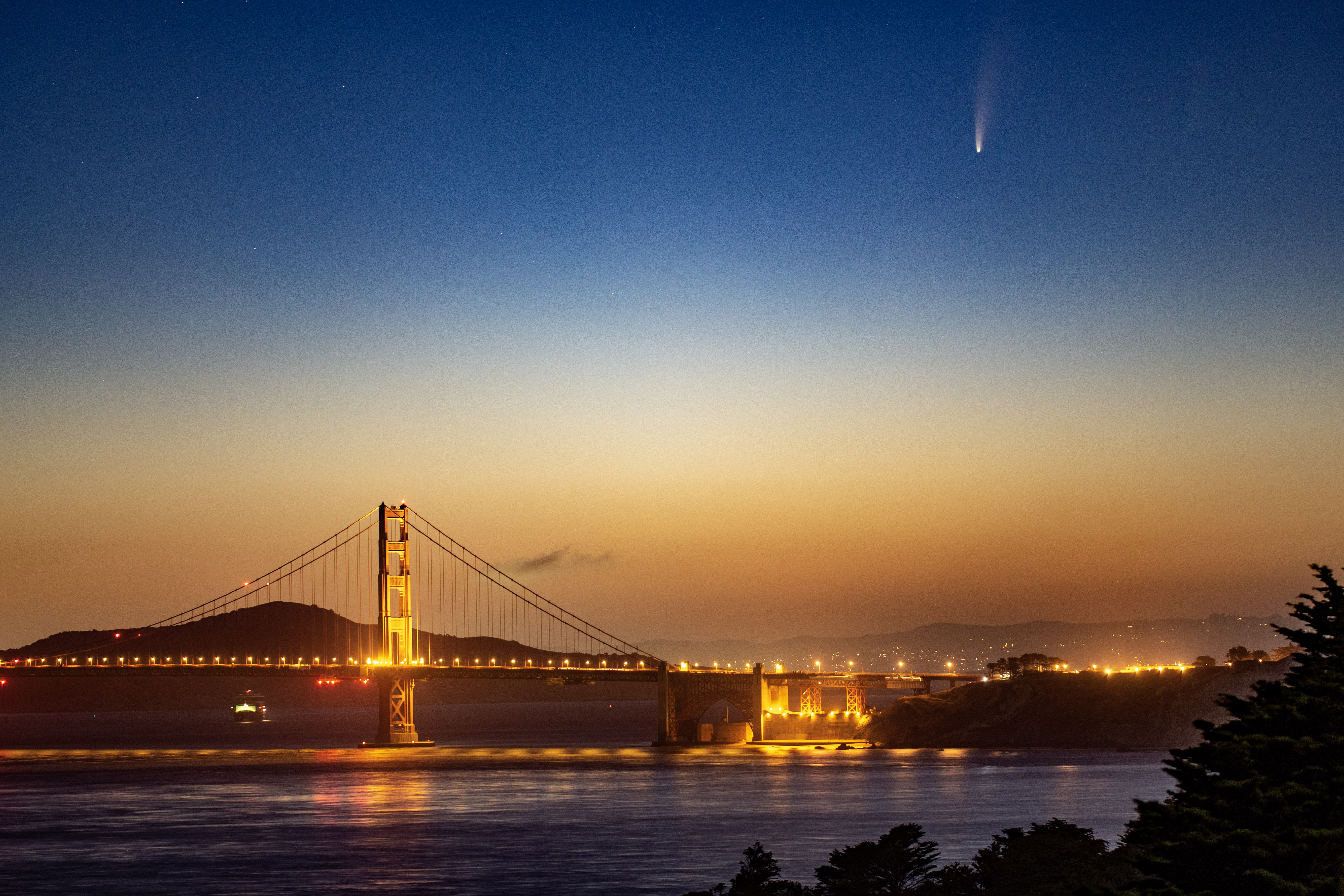
2020년 7월 7일, 미국 캘리포니아주 금문교에서 관측한 혜성
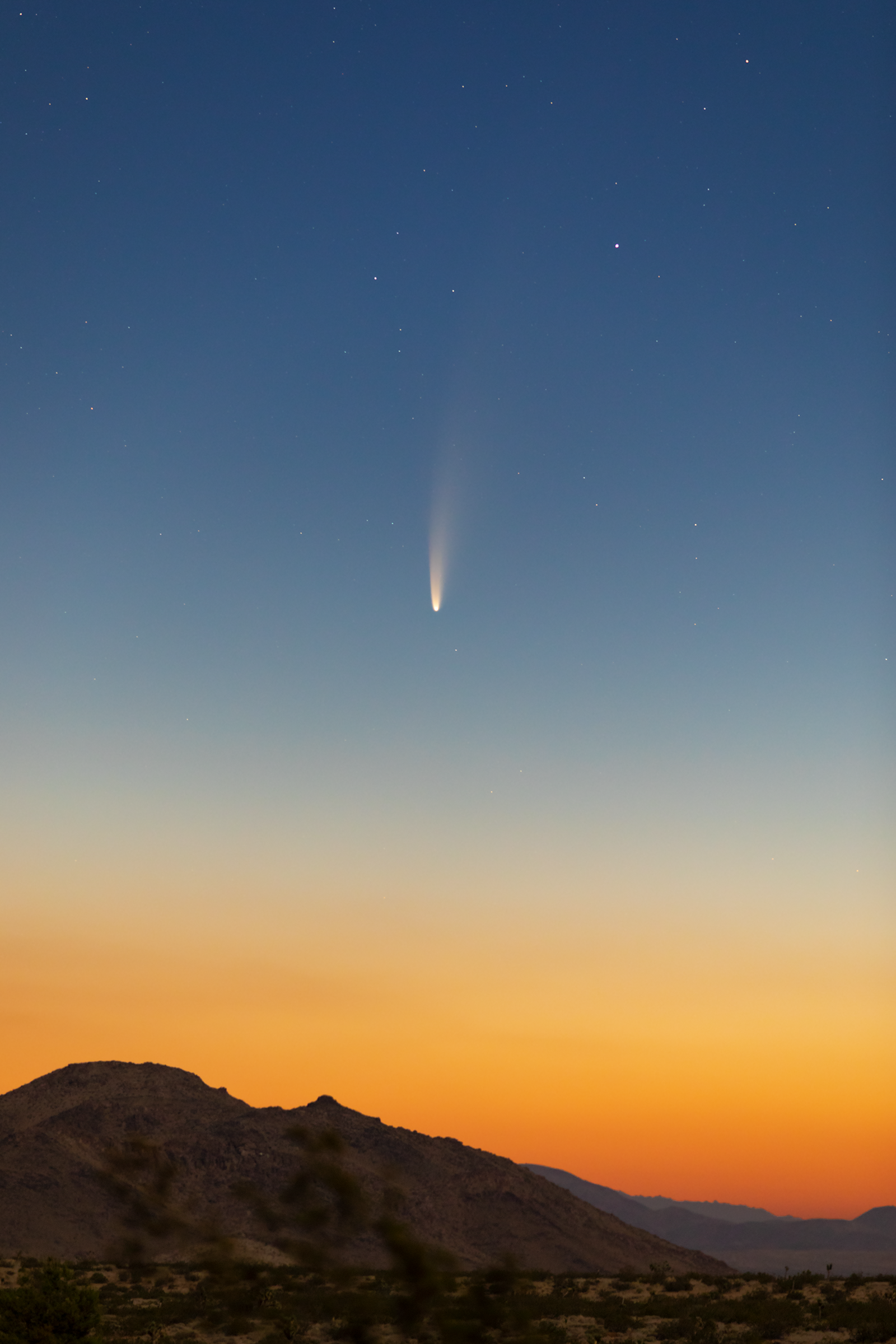
2020년 7월 7일, 미국 캘리포니아주 랜더스에서 관측한 혜성
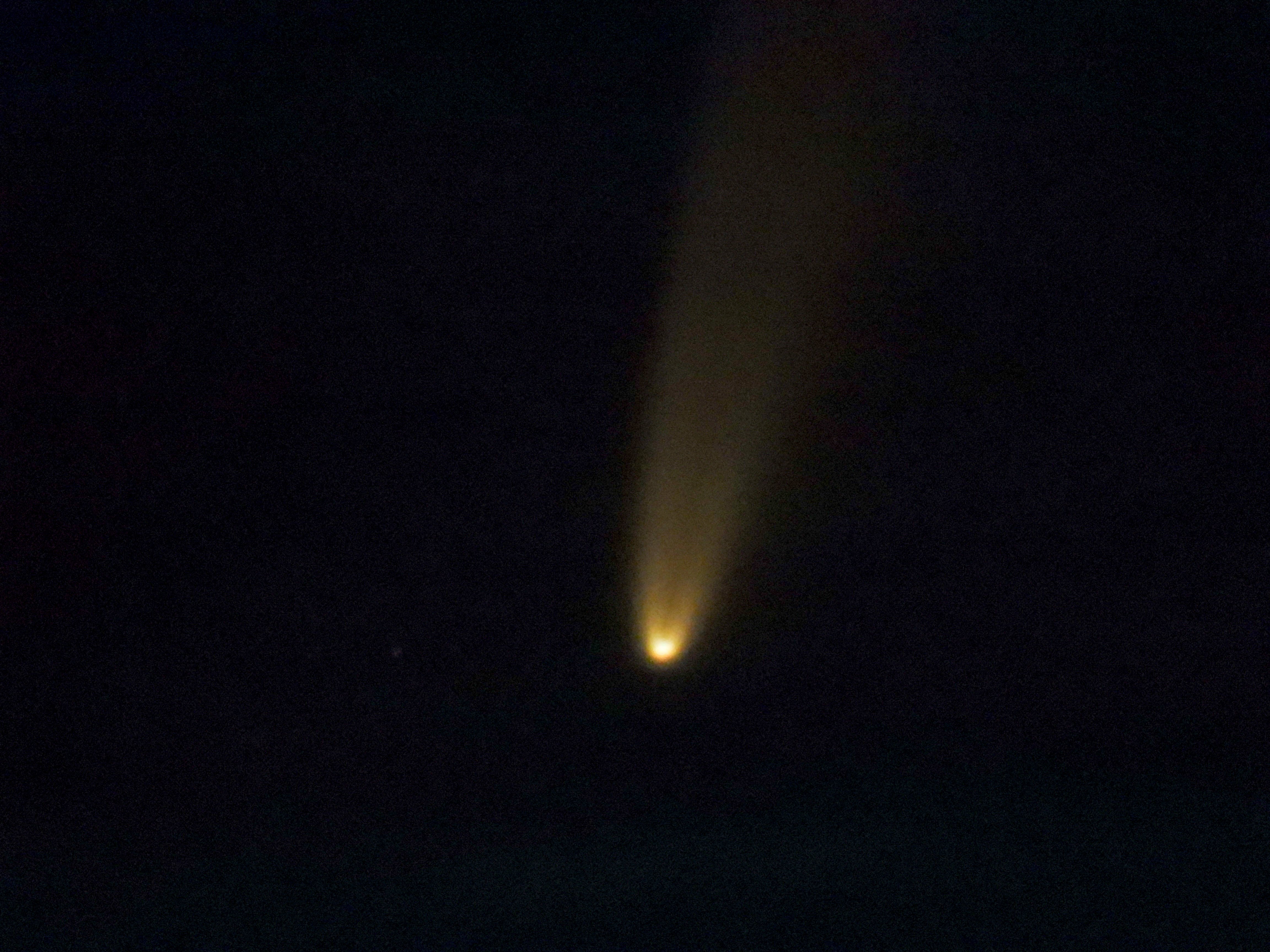
2020년 7월 8일, 크로아티아 이스트라반도 주지치에서 관측한 혜성
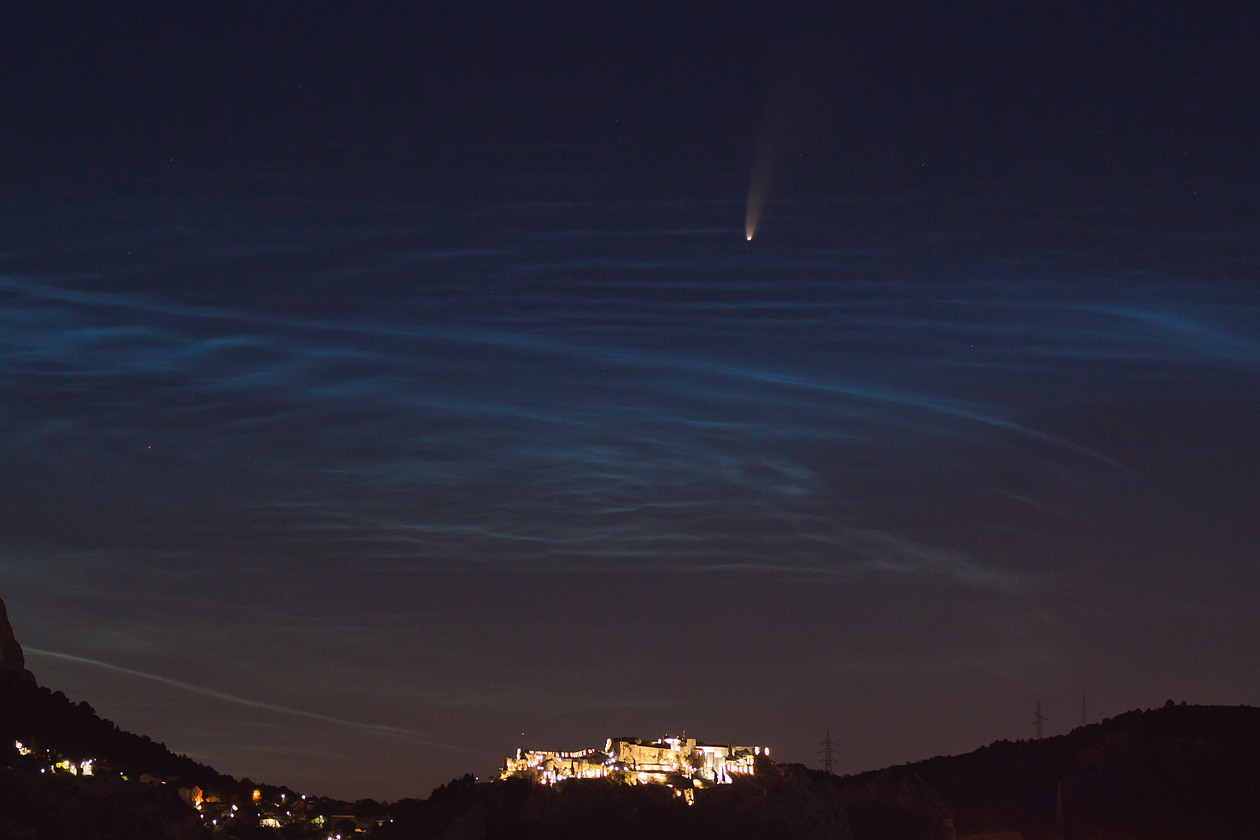
2020년 7월 8일, 크로아티아 스플리트 클리스요새에서 촬영한 야광운과 혜성
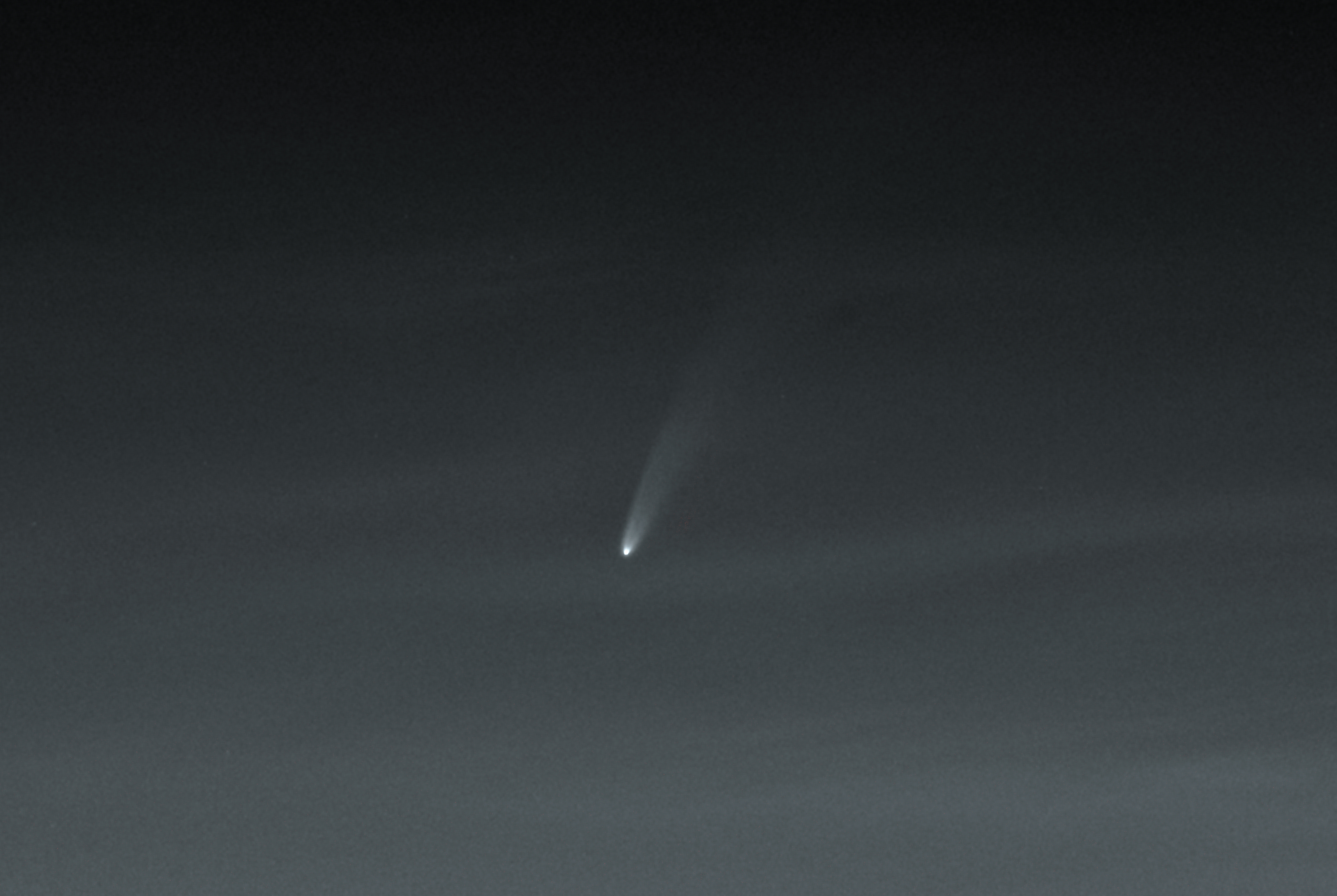
2020년 7월 8일, 야광운이 낀 채 보이는 혜성
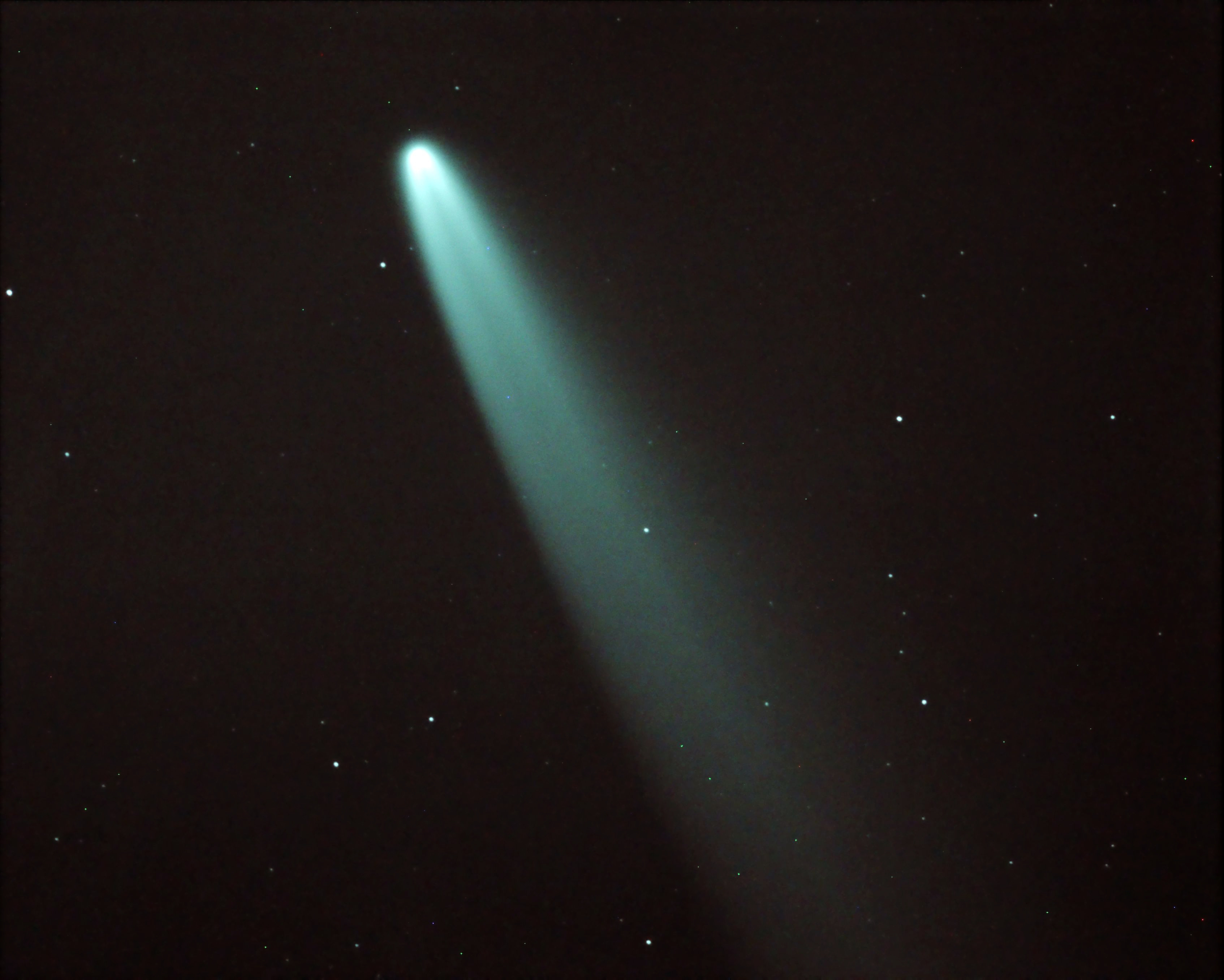
2020년 7월 9일, 11인치 망원경으로 관측한 혜성
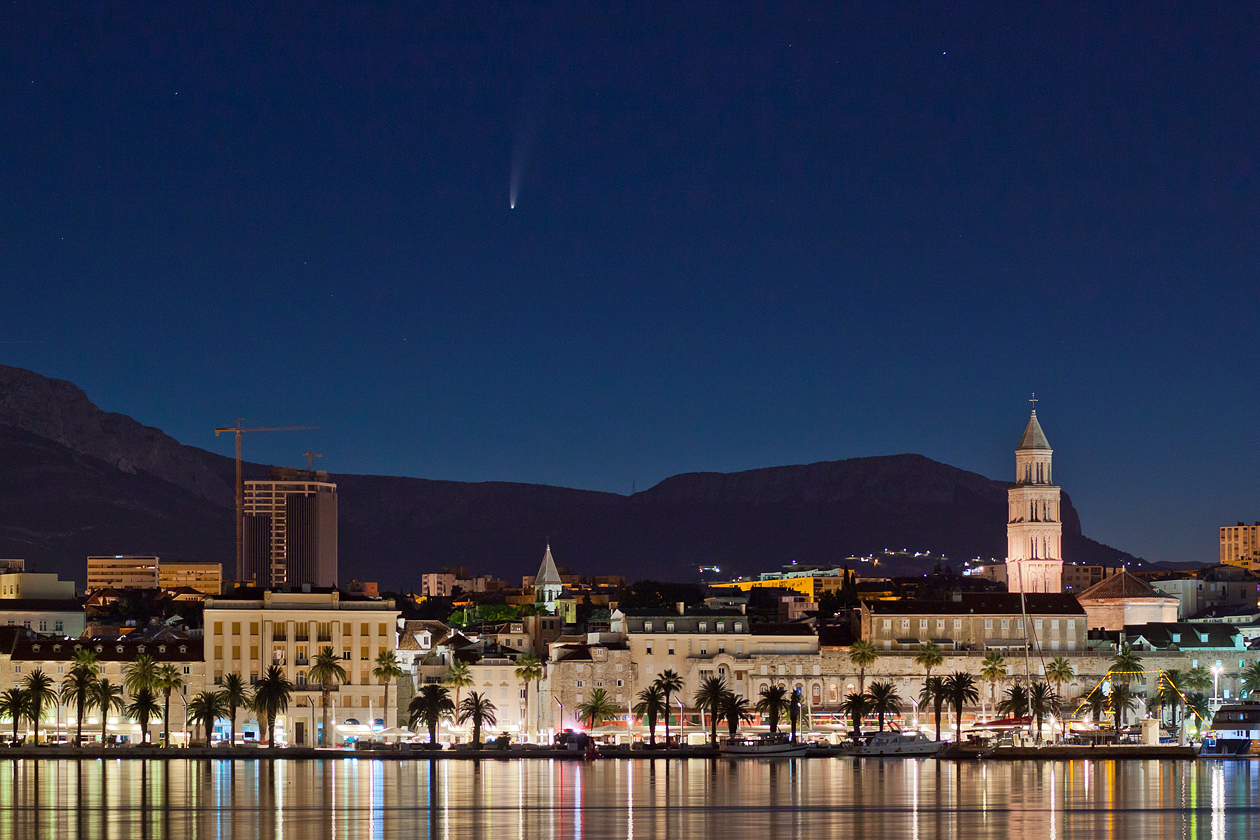
2020년 7월 9일, 크로아티아 스플리트에서 관측한 혜성
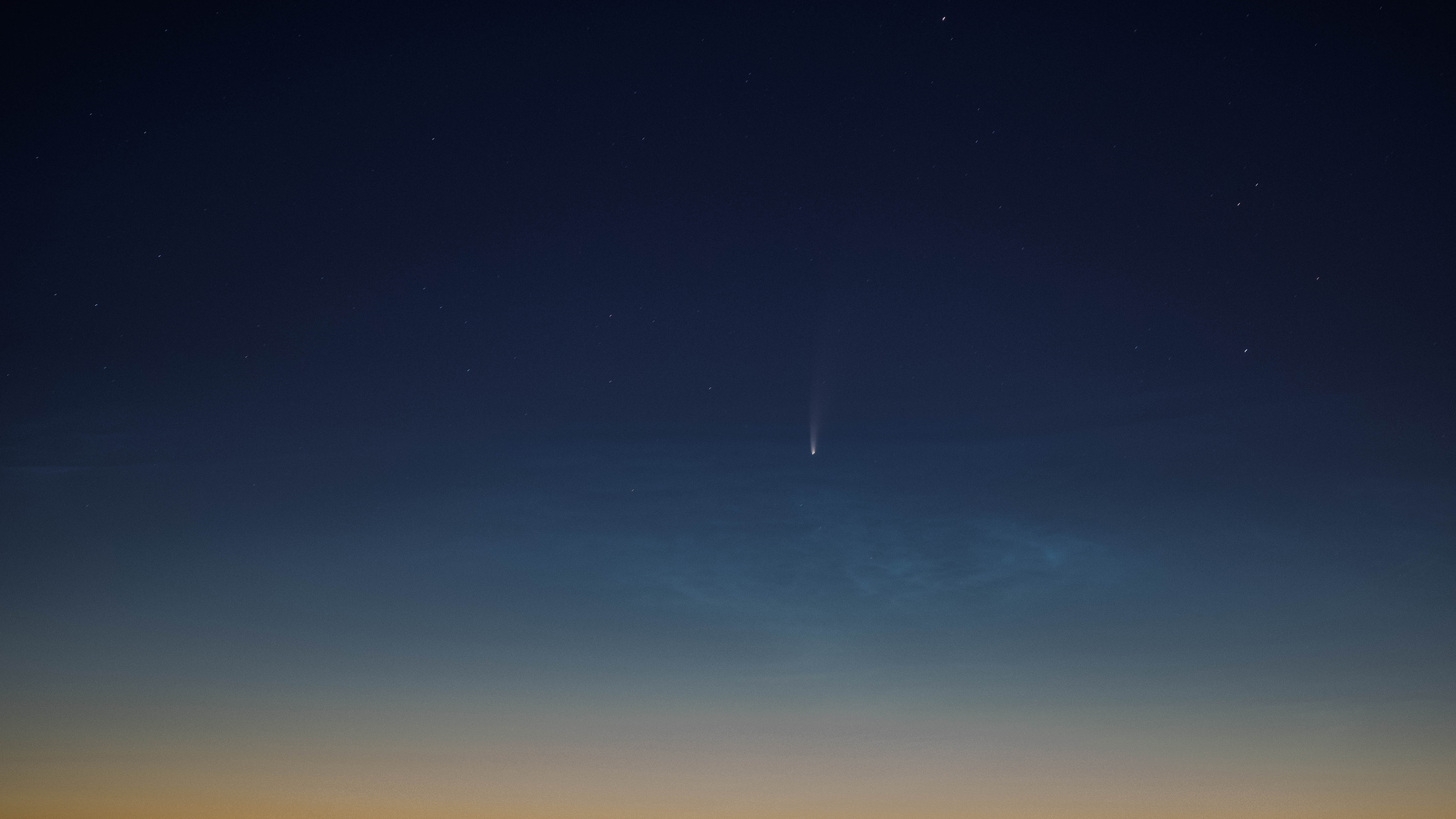
2020년 7월 10일 오전 3시 48분, 세르비아 베오그라드 보르차에서 관측한 혜성
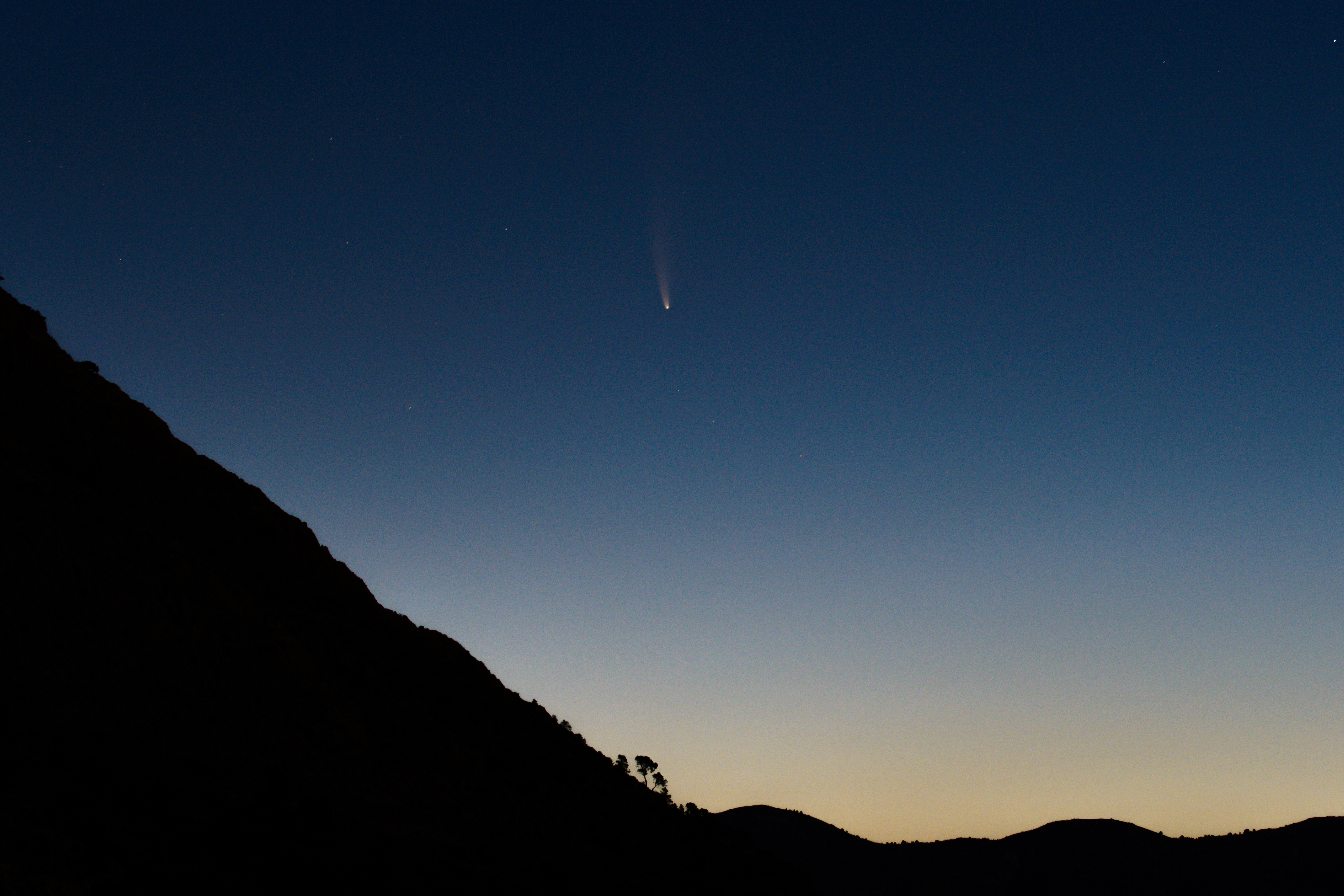
2020년 7월 10일, 에스파냐에서 관측한 혜성
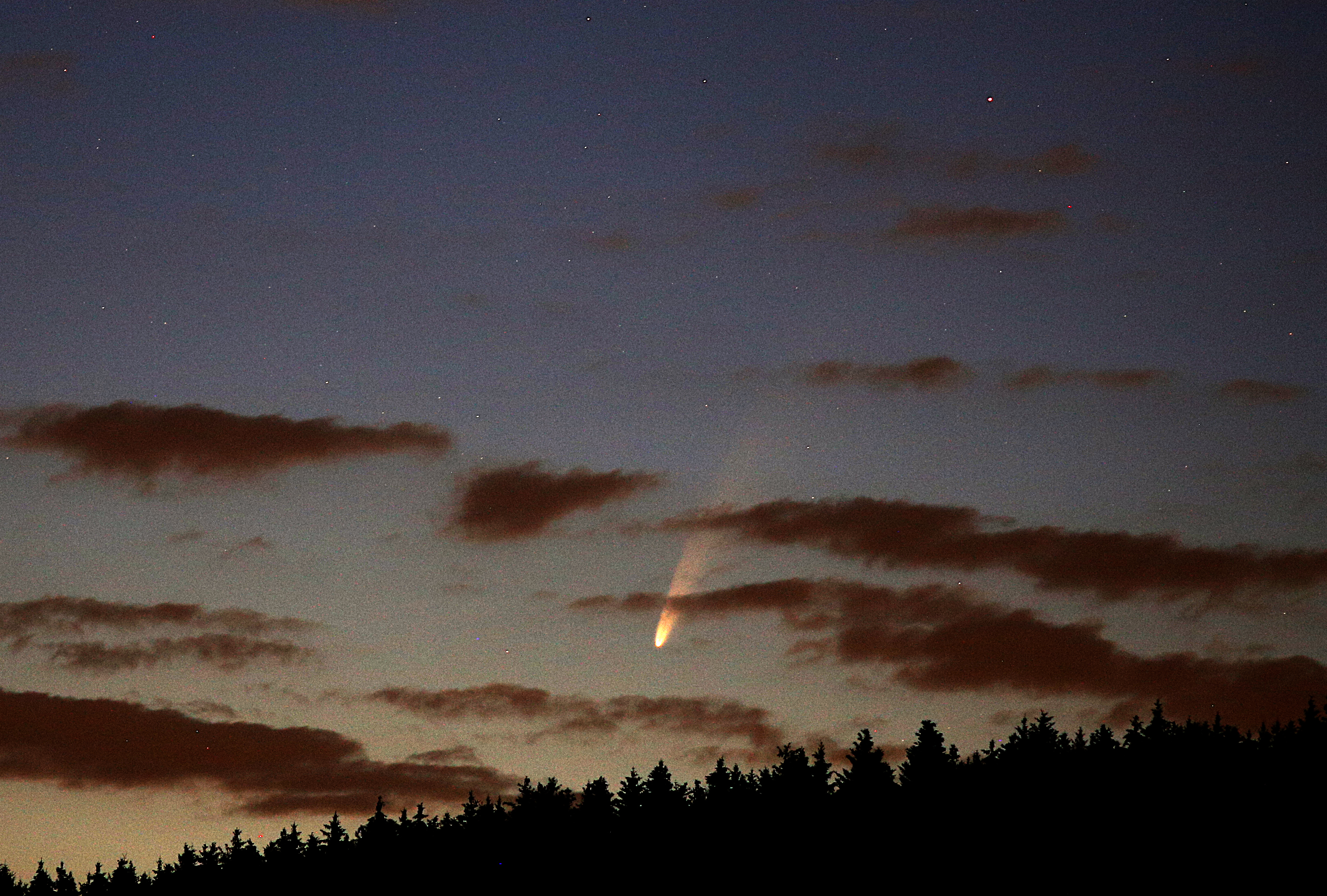
2020년 7월 7일, 스위스 중부 주르제 인근에서 관측한 혜성
2020년 7월 10일, 캐나다 온타리오주 브램턴에서 최대 5분간 9번의 15초 노출을 통해 이어 촬영한 혜성
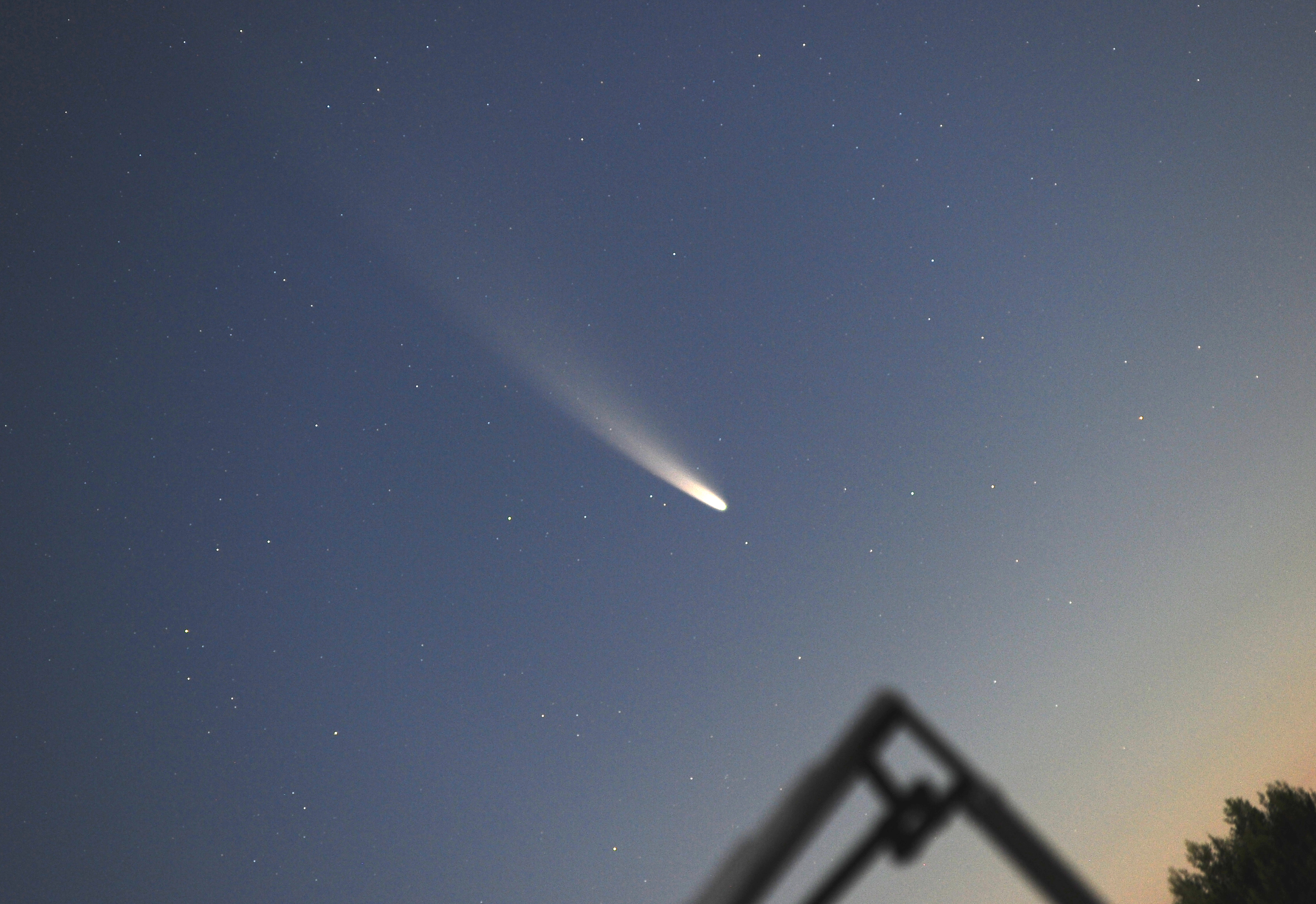
2020년 7월 7일, 미국 캘리포니아주 안텔로프밸리에서 촬영한 혜성